# آدم (مسلسل)
آدم، مسلسل تلفزيوني مصري عرض في رمضان 1432 هـ / 2011م، من تأليف أحمد محمود أبو زيد، وإخراج محمد سامي، وبطولة: تامر حسني، مي عز الدين، درة، ماجد المصري، أحمد زاهر، دينا فؤاد.

## قصة المسلسل
تدور أحداث المسلسل في إطار من الدراما الاجتماعية حول "آدم" (تامر حسني) شاب من بيئة فقيرة يواجه العديد من الصعوبات والمشاكل ويحاول التغلب عليها. حيث يتهم والده (محمود الجندي) بتقاضي رشوة، فيصبح "آدم" عائل الأسرة المكونة من والدته (عفاف شعيب)، وإخواته فتضطره الظروف للعمل عامل توصيل للطلبات لأحد مطاعم المأكولات السريعة، تربطه علاقة حب بجارته "هنا" (درة) والذي يرفض أبوها زواجه منها، وفي إحدى المرات يرى رجلاً أمريكياً يحاول التهجم على الفتاة "نانسي" (مي عز الدين) فيقتله للدفاع عن نفسه وعن الفتاة فتنقلب حياة "آدم" رأساً على عقب مع موت والده قهرا وحسرة عليه بالسجن ويظل "آدم" هاربا محاولا إثبات براءته في ظل تسلط وقمع الضابط المصري (ماجد المصري) المكلف بالقبض عليه.

## بطولة
- تامر حسني: (آدم)
- مي عز الدين: (نانسي)
- درة: (هنا)
- ماجد المصري: (سيف الحديدي)
- أحمد زاهر: (هشام مدكور)
- دينا فؤاد: (عاليا)
- حجاج عبد العظيم: (عامر - خال آدم)
- محمود الجندي: (أمين عبد الحي - والد آدم)
- عفاف شعيب: (صابرة - والدة آدم)
- عبد الرحمن أبو زهرة: (جورج - والد نانسي)
- كريم أبو زيد: (كريم كارم أبو المكارم)
- أمل رزق: (سهام - زوجة سيف الحديدي)
- أحمد صيام: (عبيد - والد هنا)
- كريم كوجاك: (أمير)
- محمود غريب: (مرزوق)
- مجدي بدر: (شوقي)
- إيناس عز الدين: (سامية - أخت آدم الكبرى)
- ليلى أحمد زاهر: (هايدي - ابنة هشام مدكور)
- أحمد عصام: (طاهر جيفارا)
- محمد الجوهري: (الديسي)
- بسنت السبقي: (منال - زوجة هشام مدكور)
- إيناس علي: (بطة)
- عبير منير: (سيسي - والدة نانسي)
- أحمد دياب: (منيب راشد - والد عاليا)
- إحسان الترك: (والد هشام مدكور)
- حمدي شرف الدين: والد سهام